# Fukushū Suru wa Ware ni Ari
Fukushū Suru wa Ware ni Ari (Originaltitel: japanisch 復讐するは我にあり, dt. „Das Rächen ist mein“) ist ein japanischer Film von Shōhei Imamura aus dem Jahr 1979. Der Film basiert auf dem gleichnamigen Buch von Ryūzō Saki.

## Handlung
Der Film ist nicht chronologisch geordnet, sondern erzählt in Rückblenden die Geschichte des Serienmörders Iwao Enokizu. Dieser wird zu Beginn des Films von der Polizei abgeführt, danach sieht man ihm beim Verhör, wo er die Fragen der Beamten nicht beantwortet. Es gibt einen weiteren Rückblick zu der 78-tägigen, intensiven Fahndung. Danach wird der erste Mord Enokizus gezeigt. Enokizu taucht zunächst unerkannt in einem Gasthaus unter und gibt sich dort als Professor aus. Die Betreiberin und ihre Tochter, mit der Enokizu ein Verhältnis hat, decken ihn auch, nachdem sie seine wahre Identität erfahren.
Der Film endet mit einer Szene, in der Enokizus Vater und seine Ex-Frau Kazuko die Knochen des Hingerichteten vom Gipfel eines Hügels verstreuen.

## Hintergrund
Der Film nimmt Bezug auf den japanischen Serienmörder Akira Nishiguchi (1925–1970), der zuerst wegen Betrugs verdächtigt, zwei Menschen ermordet hat und auf seiner Flucht noch weitere Morde beging.

## Kritik
Roger Ebert gibt dem Film vier von vier Sternen.